# Moise Rahmani
Moise Rahmani (Il Cairo, 1944 – 18 settembre 2016) è stato uno scrittore e pubblicista belga.
Nato al Cairo da una famiglia ebraica originaria di Rodi, è direttore de Los Muestros, rivista internazionale rivolta agli ebrei sefarditi.